# 大韓民国国軍のベトナム参戦
大韓民国国軍のベトナム参戦（だいかんみんこくぐんのベトナムさんせん）は、1964年の第一次派兵から1966年の第四次派兵に渡る朴正煕軍事政権下で行われたベトナムへの派兵をいう。韓国側の提案とアメリカ側の要求に応じて行われた大韓民国で最初の国外軍事派兵である。本項ではベトナム戦争における韓国の活動も含め記述する。

## 概要
南ベトナム政府の参戦要請と韓国側の軍事支援提案により、大韓民国国軍の派兵は1964年から始まり1966年まで行われた。軍事支援だけでなくインフラ支援といった非戦闘員の支援も行われたが、戦闘地域では大規模な戦争犯罪も起きた。
韓国軍からは4968人の戦死者、負傷者8004人を出した。

## 参戦の時系列
2005年に公開された外交文書に基づく。

### 1964年
- 5月9日 - ジョンソンアメリカ大統領が友好国25カ国に南ベトナムの支援を要請。
- 7月15日 - 南ベトナム首相、韓国軍の派兵を要請
- 7月31日 - 韓国国会が第1次派遣同意案を可決
- 9月12日 - 第1回派遣団サイゴン到着

### 1965年
- 1月26日 - 韓国国会が第2次派遣同意案を可決
- 3月16日 - 建設支援団（鳩部隊）サイゴン到着
- 8月13日 - 国会第3次派遣（戦闘部隊）動き可決
- 10月14日 - 第2海兵旅団（青龍部隊）リイン上陸
- 10月20日 - 駐越韓国軍司令部サイゴン箇所
- 11月2日 - 首都社団（猛虎部隊）本隊クイニョン上陸

### 1966年
- 3月20日 - 国会第4次派遣同意案可決（戦闘部隊増派）
- 4月19日 - 首都社団（猛虎部隊）第26連隊本隊クイニョン上陸
- 10月3日 - 第9師団（白馬部隊）ニンホアと点滅ライン上陸
- 10月21日 - 朴正煕大統領が南ベトナム訪問

### 1970年代
- 1971年12月4日 - 駐越韓国軍第1段階の撤退開始（第2海兵旅団）
- 1972年4月13日 - 駐越韓国軍第1次撤退完了
- 1973年1月28日 - ベトナム戦争、平和協定発効
- 1973年3月13日 - 駐越韓国軍第二次撤退完了（本隊）
- 1973年3月23日 - 駐越韓国軍後発隊撤収完了

## 韓国国軍による戦争犯罪

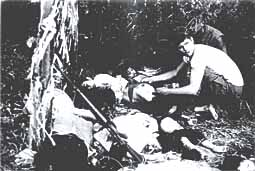
大韓民国海兵隊第2海兵師団 (韓国)（青龍部隊）に虐殺されたフォンニ村住民の遺体を収容するアメリカ兵

ベトナムメディアの『Vnエクスプレス』によると、30万人以上の韓国軍兵士がベトナム戦争に派遣され、9000人のベトナム民間人が殺害された。
生存者の韓国軍の行為に関する証言で共通な点は、無差別機銃掃射や大量殺戮、ベトナム人女性に対する強姦、殺害、家屋への放火などである。
1966年2月、ビンディン省タイヴィン村では韓国軍猛虎部隊が住民68名を集めて婦女子を含む65名を虐殺した（ビンディン省攻撃と大量虐殺）。現場であったタイヴィン村で2015年2月26日に開かれた犠牲者49周年慰霊祭には村の全ての人々が集まった。
『ハンギョレ』によると、虐殺事件のあったビンホア村では、今も村の入り口までしか韓国人の出入りを許さず、アメリカ軍の被害にあった隣のミライ村では、アメリカによる被害者に対する支援が行われているが、ビンホア村では韓国の支援がないことからか、「韓国軍にやられるのなら、アメリカ軍にやられた方がましだった」との声がある。
ベトナムの人びとは韓国軍兵士に抹殺された村ごとに碑を建て、「『ダイハン』の残虐行為を忘れまい」と誓いあっている。
2001年に韓国の金大中大統領がベトナム社会主義共和国主席のチャン・ドゥック・ルオンに、朴正煕政権下での韓国軍のベトナム戦争参戦に遺憾の意を表した際、後に韓国大統領となる朴槿恵は「金大統領の歴史認識を憂慮せざるを得ない。参戦勇士の名誉を傷つけるものだ」「大統領の歴史認識に大きく懸念せざるを得ず、参戦勇士らの名誉をこのように傷つけてもいいのか尋ねずにはいられない。（この発言は）韓国戦争参戦16カ国首脳が金正日総書記に『不幸な戦争に参加し北朝鮮国民に苦痛を抱かせたことに対し謝罪する』と言うのと同じとんでもないことだ」と批判しており、その後も朴槿恵は、顕忠日などでベトナム戦争に参戦した韓国軍兵士の激励を欠かしていない。
朴槿恵は大統領就任以来、日本に対し「過去を直視せよ」と迫り、2013年8月15日の光復節では「過去を直視する勇気と相手の痛みに対する配慮がなければ未来を開く信頼を重ねていくことは厳しい」と演説したが、2013年9月のベトナム訪問では、ベトナム戦争時の韓国軍兵士に性的暴行されたベトナム人女性や虐殺されたベトナム人遺族に対する謝罪は一切なく、「過去を直視する勇気と相手の痛みに対する配慮」を示すことはなかった。
2013年9月の朴槿恵大統領のベトナム訪問では、ホー・チ・ミン廟の参拝や献花の時を含めてベトナム戦争についてまったく触れず、ベトナム戦争時に韓国軍兵士に性的暴行されたベトナム人女性や虐殺されたベトナム人遺族に対して謝罪をしなかったが、『ハンギョレ』は、韓国が日本に対してしきりに「歴史直視」を要求していることと矛盾していると批判している。ベトナム戦争の際の謝罪をベトナム側から求められなかったことに関して、韓国政府高官は「過去に対する韓国とベトナムの成熟した立場と誤った歴史認識に閉じ込められている日本と自然に比較されないか」として、「日本への圧迫」になると主張している。
2015年10月13日からの韓国の朴槿恵大統領の訪米に合わせて、15日にベトナム系アメリカ人団体がワシントンで記者会見し、ベトナム戦争当時、数千人のベトナム人女性が韓国軍兵士から性的暴行を受けたとして、朴槿恵大統領に対して韓国政府による謝罪と賠償を求める請願書を提出したと発表し、15日付の『ウォール・ストリート・ジャーナル』に、性的暴行の被害に遭ったベトナム人女性4人の顔写真を掲載して「朴大統領、私たちはレイプされました。謝罪するべき時です」という公式謝罪を要求する意見広告が掲載された。
ベトナム戦争で、韓国軍兵士から性的暴行を受けたベトナム人女性と彼女たちの子供（ライダイハン）を支援するため、イギリスの活動家であるピーター・キャロルやジャック・ストロー元英外相らが、2017年9月12日に支援団体「ライダイハンのための正義」を立ち上げ、国連人権理事会による調査や韓国によるベトナム人女性とその子供（ライダイハン）への謝罪を求める運動を行っている。
2017年6月28日、ベトナム留学生がソウルで抗議活動を行い、「韓国に暮らす中で、いかに韓国が慰安婦問題で際限なく日本を嫌っているかを見てきた」「韓国も歴史問題への認識を正すべきだ」と述べている。
韓国大統領の朴正熙は、1961年11月の訪米時にアメリカの歓心と自身の政権の正当性を確保するため、当時の大統領ジョン・F・ケネディに対し、韓国軍のベトナム戦争への派兵を申し出た。南ベトナムに派兵された韓国軍は、2個師団プラス1個旅団の延べ3.1万名。最盛期には5万名を数えた。また、「ベトナム特需」を当てこんだ産業資本や出稼ぎの民間人も進出し、これも最盛期には2万人近くがベトナムに赴いた。韓国軍兵士や出稼ぎの民間人による本国への送金は、年に1億2千万ドルを数え、1969年の韓国の外貨収入の2割に達した。1965年から1972年までのベトナム特需の総額は10億2200万ドルにのぼる。これはアメリカによる軍事・経済援助、日韓基本条約による莫大な援助と合わせて、漢江の奇跡の基礎となった。
2017年6月6日に韓国の文在寅大統領は、顕忠日の追悼式で「ベトナム戦争参戦勇士の献身と犠牲を土台に祖国の経済が復活した」「今日の韓国経済があるのはベトナムで戦った元軍人たちの献身と犠牲があってのことです」と述べた。この韓国軍兵士によるベトナム民間人虐殺への賛辞とも受け取れる発言に対して、ベトナム外務省は在ベトナム韓国大使館を通じて韓国政府に抗議した。また、ベトナム外務省はホームページで「韓国政府がベトナム国民の感情を傷つけ、両国の友好と協力関係に否定的な影響を与えかねない言動をしないよう要請する」と表明した。さらに『朝鮮日報』によると、ベトナムメディアは韓国軍が9000人余りのベトナム民間人を虐殺したにもかかわらず、韓国政府はこれを認めていないと批判している。

### 虐殺事件

#### ハミの虐殺
クアンナム省ハミ村(当時)で村民135人に行われた虐殺。当時、村の男性は南ベトナム政府に徴兵されるかベトコンに入るかであったため村民の多くが女性、高齢者、子供であった。
戦後、参戦軍人が訪問した際に慰霊碑の資金が足りないとの事で支援を集めた。その慰霊碑には凄惨な戦争犯罪の詩が刻まれており、これに衝撃を受けた元軍人は韓国政府を通じて修正を要求。韓国政府の要求に応えたベトナム政府はクアンナム省に圧力を加え、住民は折れた。修正を求められた慰霊碑の文は石版で覆われる形で、文字通り蓋をする事で決着した。

#### ビンアンの虐殺、ゴダイの虐殺、タイヴィン虐殺
いずれもビンディン省で行われた虐殺である。
ハミの虐殺とは異なり大規模な慰霊祭、韓国軍兵士がベトナム人農民を襲う絵の描かれた慰霊碑などがあるが、問題となっていない。これは外交問題になっていないこともあるが慰霊碑などの費用はベトナム側の費用でのみ賄われているためである。

## 戦後
韓国軍がベトナムから撤退後の1975年、サイゴン陥落により南ベトナム政府は崩壊した。1992年に北ベトナム政府であった現在のベトナムと国交正常化となった。
ベトナム側は国交回復の際、韓国に補償を求めなかった。日韓と異なり戦争犯罪及び補償の問題は政府間ではなく市民間の問題として存在している。

### 韓国側
民主化後の1997年のハンギョレ21の報道により韓国軍の戦争犯罪が知られ韓国社会に衝撃を与えた。2000年には枯葉剤後遺症戦友会のメンバー2000人が報道したハンギョレ社を襲撃、同年11月アメリカでてフォンニィ・フォンニャット村の機密解除がなされた。
2018年、民主社会のための弁護士会（民弁）と韓・ベトナム平和財団らによりベトナム戦争時期の韓国軍による民間人虐殺真相究明のための市民平和法廷が開かれる。

### ベトナム側
ベトナム戦争の事を外交問題とさせたくないため、基本的に韓国軍の戦争犯罪などを追求することはないが、現体制の正当性に直結する事は別である。
2009年9月、韓国の国家報勲処が発表した「国家報勲制度」の全面改訂作業において、「戦争参加功績者」とされていたベトナム戦争参加者の扱いを「国家的功労者」に格上げする方針を決定し、国会に法案改正の趣旨説明文を提出したが、この文書で参加者を「世界平和の維持に貢献したベトナム戦争参戦勇士」と表現したことにベトナム政府が、「我々は被害者。ベトナム戦争の目的が、なぜ世界平和の維持なのか」と反発し、10月20日から予定された李明博大統領の国賓としてのベトナム訪問も「このままでは訪問を歓迎できない」と非公式に伝えた。韓国は柳明桓外交部長官を急遽ベトナムに派遣して「世界平和の維持に貢献」の文書を削除することを約束し、李明博大統領のベトナム訪問を予定通り実現させたが、ベトナム政府は「侵略者は『未来志向』といった言葉を使いたがり、過去を忘れようとする」「（靖国神社問題で）日本を批判している韓国なら、我々の考えが理解できるだろう」と批判した。
しかし上記のニュースもベトナム国内では報道される事はなく、謝罪と和解のために結成された韓国のNGOがベトナムのジャーナリスト・作家を招き韓国にある参戦碑を見に行く計画にベトナム政府は外交問題の種になると計画を許可しなかった。

## 裁判

### グエン・ティ・タンの訴訟
2020年にフォンニィ・フォンニャットの虐殺の生存者であるグエン・ティ・タンが韓国政府に起こした損害賠償請求である、弁護団は2018年の徴用工訴訟の代理人も務めた。
韓国軍に家族を殺害され自身も負傷したと3000万100ウォンの賠償を求め提訴、原告の証言内容と消滅時効が争点となった。
被告である韓国政府は「ベトナム、アメリカ、韓国間にある約定書があり提訴出来ない」、「ゲリラ戦が行われた戦争で韓国軍が行ったことは正当防衛であり加害者責任は無い」、「韓国軍の服を着てベトナム語を話さなかっただけでは韓国軍とみなせない、過去にはベトコン、北朝鮮兵士が変装し南ベトナム市民を虐殺した事実がある」、「数十年前の事件であり時効が消滅している」と主張した。
2023年2月7日、ソウル地裁は判決を下した。
原告の証言は大部分が事実でありグエンら家族をベトコンと見なす程の状況ではないので兵士の行った行為は正当防衛では無い、約定書は軍など機関同士の合意であり条約ではなく個人の請求権を妨げる効力を持たない、時効は犯罪の発生からではなく権利行使を行える時がスタートであり原告は提訴を行えない障害理由のため時効消滅の例外である。
韓国政府に3000万100ウォンと遅滞損害金の支払いを命じた。

### 反応
共に民主党の李在明代表は判決を歓迎した。同じく個人請求家を認めた徴用工、慰安婦とベトナム戦争被害者で態度が異なるのは文明国家ではなく、韓国は日本のように間違った道を歩んではいけない、民間人虐殺の対処を行うことで徴用工などの正当性が指示されると尹政権を批判した。

## 評価

### 肯定的な評価
非戦闘員及び民間支援は南ベトナムの人々から好評であった。医療品、インフラ建設などに支援が行われた。しかし戦闘員が派遣された地域では戦争犯罪の疑惑が発生した。
韓国軍はSEATO派兵総数の約4倍の規模で、アメリカ以外の国としては最大の兵力を投入した。厭戦気分が蔓延したアメリカ軍とは対照的に、韓国軍はパリ協定まで、高い士気を維持した。韓国軍は南ベトナム解放民族戦線と北ベトナム正規軍に対して、それぞれ1:10、1:5という損害比で両勢力を圧倒した。アメリカ陸軍特殊部隊群の一員としてベトナム戦争に従軍した三島瑞穂は、韓国軍について軍規の徹底、軍上層部の統率力という点で、アメリカ軍とは比較にできないほど優秀だったと言い、韓国軍は大任を果たして、満足感を堪能しながら故国に凱旋しただろうと述べている。

### 否定的な評価
野党の尹潽善、張俊河、金大中、金俊淵などは、韓国軍派兵に反対したり、否定的な立場を表明した。彼らは「朴正煕が若者の血の犠牲により政権延長に活用しようと持ち上げる」と非難した。
ベトナムの派兵当時野党である新韓黨と新民党の指導者だった尹潽善は韓国軍のベトナム派兵政策は、朴正煕大統領が彼自身の執権を延長するためにいわれのない若者たちの血を売って食べよう手段であるため、断固反対しなければならと主張した。
野党議員の金大中は、韓国軍のベトナム戦争派兵を否定的に考えた。しかし、米国が韓国軍の派兵がないと、在韓米軍を取り出し、ベトナムに送るという半脅迫的な状況では慎重に対処しなければならないという主張だった。金大中は党内の意見集約と国会対政府政策質疑を通じて予備役及び退役軍人の中で志願者を募集して義勇軍を派遣しようと提案した。
軍事独裁政権であった第五共和国成立の背景にはベトナム戦争で武勲を上げた全斗煥が軍での地位を絶対化させた事にあり、ベトナム戦争の参戦は全斗煥政権誕生の一因となった。